# Wirtschaftspäckchen
Nach einer Neuregelung der Deutschen Post der DDR vom 1. Januar 1967 durften nur noch Bürger und freiberuflich Tätige ihre Päckchen als Päckchen zu 70 Pfennigen (im Ortsverkehr sogar nur 40 Pfg.) verschicken; alle anderen Versender, insbesondere Unternehmen,  mussten Päckchen als Wirtschaftspäckchen versenden. Diese kosteten anfangs 80 Pfg., ab dem 1. Januar 1986 waren 1,80 Mark zu bezahlen. Als Zusatzleistungen waren Eilsendung, Luftpost (am 1. Mai 1975 gestrichen), Einschreiben, eigenhändige Aushändigung, Rückschein und Nachnahme zugelassen.
Seit dem 1. Juli 1990 gab es diese Unterscheidung nicht mehr, ab diesem Zeitpunkt kosteten alle Päckchen 3,50 DM.